# As Silw (huyện)
Huyện As Silw là một huyện thuộc tỉnh Ta`izz, Yemen. Đến thời điểm năm 2003, huyện này có dân số 152486 người